# Anna Kashfi
Anna Kashfi est une actrice anglaise, née Joanna O'Callaghan le 30 septembre 1934 à Calcutta (Inde britannique) et morte le 21 août 2015 à Kalama (États-Unis).

## Biographie

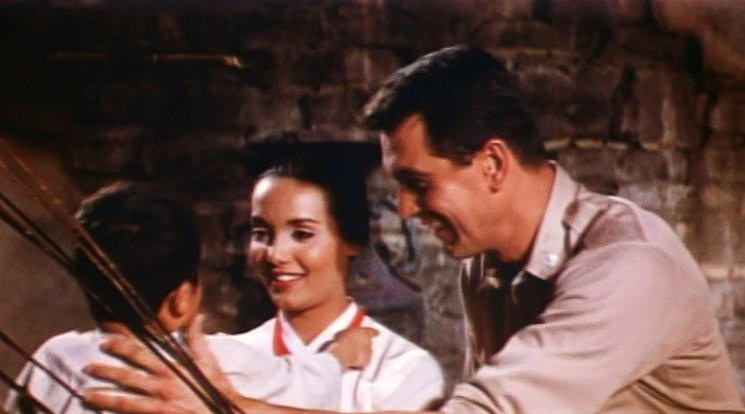
Anna Kashfi avec Rock Hudson, dans Les Ailes de l'espérance (1957).

Tentant sa chance à Hollywood, Anna Kashfi rencontre Marlon Brando, dont elle est la première épouse d'octobre 1957 à avril 1959 ; de cette brève union, conclue par un divorce, est né un fils, Christian Brando (en) (1958-2008).
Elle contribue au cinéma à seulement quatre films américains à la fin des années 1950, dont le film de guerre Les Ailes de l'espérance de Douglas Sirk (1957, avec Rock Hudson et Dan Duryea) et le western Cow-boy de Delmer Daves (1958, avec Glenn Ford et Jack Lemmon).
À la télévision, hormis quelques prestations dans son propre rôle, Anna Kashfi apparaît dans quatre séries américaines de 1959 à 1963 — année où elle se retire —, dont Aventures dans les îles (un épisode, 1959) et The Deputy (un épisode, 1960).

## Filmographie complète

### Au cinéma
- 1956 : La Neige en deuil (The Mountain) d'Edward Dmytryk
- 1957 : Les Ailes de l'espérance (Battle Hymn) de Douglas Sirk
- 1958 : Cow-boy (Cowboy) de Delmer Daves
- 1959 : Le Grand Damier (Night of the Quarter Moon) d'Hugo Haas

### À la télévision (séries)
- 1959 : Aventures dans les îles (Adventures in Paradise)
  - Saison 1, épisode 14 Le Sceau de l'archer (The Archer's Ring) de Bernard Girard
- 1960 : The Deputy
  - Saison 1, épisode 25 The Border Between
- 1960 : Bronco
  - Saison 3, épisode 3 Seminole War Pipe de Robert Sparr
- 1963 : Kraft Mystery Theater
  - Saison 3, épisode 3 Catch Fear by the Throat d'Herschel Daugherty